# مدار خطی‌انتقالی
مدار خطی‌انتقالی (به انگلیسی: translinear circuit) (اختصاری TL) مداری است که عملکرد خود را با استفاده از اصل خطی‌انتقالی انجام می‌دهد. اینها مدارهای مد-جریانی هستند که می‌توانند با استفاده از ترانزیستورهایی که از یک مشخصهٔ ولتاژ-جریان نمایی تبعیت می‌کنند ساخته شوند؛ این شامل ترانزیستورهای بی‌جی‌تی و سیماس در وارونگی ضعیف است. خطسانی‌انتقالی، در معنای وسیع، وابستگی خطی هدایت‌انتقالی به جریان است که در اجزای دارای رابطه نمایی ولتاژ جریان رخ می‌دهد.

## تاریخ و ریشه‌شناسی
کلمه خطی‌انتقالی توسط بری گیلبرت در سال ۱۹۷۵ برای توصیف مدارهایی که از رابطه نمایی ولتاژ جریان بی‌جی‌تی استفاده می‌کردند، اختراع شد. با استفاده از این رابطه نمایی، این گونه از مدارها می‌توانند روابط ضرب، تقویت و قانون-توان را پیاده‌سازی کنند. وقتی بری گیلبرت این گونه از مدارها را توصیف کرد، او همچنین اصل خطی‌انتقالی (TLP) را توصیف کرد که تجزیه و تحلیل این مدارها را به گونه ای امکان‌پذیر می‌کرد که دید ساده شده بی‌جی‌تی‌ها به عنوان تقویت کننده‌های جریان خطی اجازه نمی‌دهد. تی‌ال‌پی بعداً گسترش یافت تا عناصر دیگری را که از رابطه نمایی ولتاژ-جریان تبعیت می‌کنند (مانند ترانزیستورهای سی‌ماس در وارونگی ضعیف) را دربرگیرد.

## اصل خطی‌انتقالی
اصل خطی‌انتقالی این است که در یک حلقه بسته حاوی تعداد زوج عناصر خطی‌انتقالی (TEs) با تعداد مساوی از آنها در جهت عقربه‌های ساعت و خلاف جهت عقربه‌های ساعت، حاصل‌ضرب جریان‌ها از طریق تی‌ئی‌ها در جهت عقربه‌های ساعت برابر حاصل‌ضرب جریانات از طریق تی‌ئی‌های خلاف جهت عقربه‌های ساعت است. یا
{\displaystyle \,\!\prod _{n\epsilon CW}I_{n}=\prod _{n\epsilon CCW}I_{n}}
تی‌ال‌پی به رابطه جریان-ولتاژ نمایی یک عنصر مداری وابسته است؛ بنابراین، یک تی‌ئی ایدئال این رابطه را دنبال می‌کند
{\displaystyle I=\lambda I_{s}e^{\eta V/U_{T}}}
که {\displaystyle I_{s}} یک جریان مقیاس پیش-نمایی است ، {\displaystyle \lambda } یک ضریب بدون-بُعد برای {\displaystyle I_{s}} است، {\displaystyle \eta } یک ضرب بدون-بُعد برای ولتاژ بیس-امیتر است و {\displaystyle U_{T}} ولتاژ حرارتی {\displaystyle kT/q} است

در یک مدار، تی‌ئی‌ها به صورت جهت عقربه‌های ساعت (CW) یا خلاف جهت عقربه‌های ساعت (CCW) توصیف می‌شوند. اگر پیکان روی امیتر در جهت عقربه‌های ساعت باشد، تی‌ئی جهت عقربه‌های ساعت در نظر گرفته می‌شود، اگر در خلاف جهت عقربه‌های ساعت باشد تی‌ئی، خلاف جهت عقربه‌های ساعت در نظر گرفته می‌شود. یک مثال را در نظر بگیرید:
|  |  |  |

طبق قانون ولتاژ کیرشهف، ولتاژ دور تا دور حلقه ای که از   {\displaystyle V_{ref}} به {\displaystyle V_{ref}} می‌رود باید ۰ باشد به عبارت دیگر، افت ولتاژ باید برابر افزایش ولتاژ باشد. هنگامی که حلقه ای که فقط از طریق اتصالات بیس-امیتر از تی‌ئی‌ها عبور می‌کند وجود داشته باشد، ما آن را یک حلقه خطی‌انتقالی می‌نامیم. از نظر ریاضی، این می‌شود:
{\displaystyle \,\!\sum _{n\epsilon CW}V_{n}=\sum _{n\epsilon CCW}V_{n}}

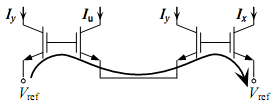
یک مدار با حلقهٔ خطی‌انتقالی

به دلیل رابطه نمایی جریان-ولتاژ، این امر به معنی تی‌ال‌پی است:
{\displaystyle \,\!\prod _{n\epsilon CW}I_{n}=\prod _{n\epsilon CCW}I_{n}}
این به‌طور مؤثر به این دلیل است که از جریان به عنوان سیگنال استفاده می‌شود. به همین دلیل، ولتاژ لگاریتم سیگنال است و جمع در دامنه log مانند ضرب سیگنال اصلی است (به عنوان مثال {\displaystyle log(a)+log(b)=log(ab)}) اصل خطی‌انتقالی این قاعده است که در یک حلقه خطی‌انتقالی، حاصلضرب جریانات از طریق تی‌ئی‌های CW برابر با حاصلضرب جریانات از طریق تی‌ئی‌های CCW است.
برای استخراج دقیق تی‌ال‌پی و تفسیر فیزیکی پارامترهای قانون ایدئال تی‌ئی، به یا مراجعه کنید.

## استفاده در مدارهای الکترونیکی
تی‌ال‌پی در مدارهای مختلفی از جمله مدارهای حسابی برداری، جابه‌جاگرهای جریان، تقویت کننده‌های عملیاتی مُد-جریانی و مبدل‌هایآرام‌اس-دی‌سی استفاده شده‌است. از دهه ۱۹۶۰ (توسط گیلبرت) مورد استفاده قرار گرفت، اما تا سال ۱۹۷۵ رسمی نشد. در دهه ۱۹۸۰، کار اورت سی‌وینک به ایجاد یک فرایند روشمند برای طراحی مدارهای خطی کمک کرد. در سال ۱۹۹۰، سی‌وینک مداری را اختراع کرد که او را انتگرال‌گیر مُد-جریان فشرده نامید که عملاً فیلتر با دامنه-لگاریتمی مرتبه-اول بود. نسخه ای از آن در سال ۱۹۹۳ توسط داگلاس فری تعمیم یافت و ارتباط بین این دسته از فیلترها و مدارهای تی‌ال در کارهای اواخر دهه ۹۰ توسط جان مولدر و همکاران بیشتر آشکار شد. جایی که آنها اصل خطی‌انتقالی پویا را توصیف می‌کنند. کارهای بیشتر توسط سی‌وینک منجر به روش‌های سنتز برای مدارهای تی‌ال بسیار کم-توان شد. کارهای اخیر در این زمینه منجر به اصل خطی‌انتقالی-ولتاژ، شبکه‌های با عنصر خطی‌انتقالی ورودی-چندگانه و آرایه‌های آنالوگ قابل‌برنامه‌ریزی-میدانی (FPAAs) شده‌است.